# Het begin
Het begin is een Nederlandse documentaire van Orlow Seunke uit 1981.

## Synopsis
Portret van Corrie Boon, de tachtig jaar oude oma van Orlow Seunke die een tien jaar jongere Jan Daalder ontmoet en besluit om met hem te gaan samenwonen. Beiden hebben als weduwe en weduwnaar al een heel leven achter zich.

## Achtergrond
Orlow Seunke over Het Begin: "Deze film gaat over mijn oma. Ze heet Corrie Boon en is bij het maken van de film tachtig jaar oud. Ze heeft altijd in Amsterdam gewoond en heeft twee kinderen. Ze trouwde op haar negentiende. Het huwelijk duurt vijftig jaar, tot de dood van mijn opa. Daarna blijft ze zeven jaar alleen. In die tijd heeft ze het bij vlagen moeilijk, hoewel ze actief blijft. Twee jaar geleden ontmoette ze ome Jan. Jan Daalder is ook Amsterdammer, zeventig jaar oud. Hij was twee keer getrouwd. Tijdens de dertig jaar van zijn tweede huwelijk wordt zijn vrouw invalide. Ome Jan verzorgt haar. Een half jaar na haar dood ontmoet hij oma. Ze wonen nu twee jaar samen. Mijn oma noemt zich in gezelschap mevrouw Daalder. Ome Jan en oma, twee gewone oude mensen die zich niet onderscheiden van anderen of het moet zijn dat ze zich niet afgedankt voelen. Ze hebben elkaar ontmoet toen hij 68 en zij 78 was. Ik heb me afgevraagd of hun ontmoeting op toeval berust; of het gaat om twee oude mensen die blij mogen zijn dat ze elkaar tegengekomen zijn of dat het meer te maken heeft met hun karakter, hun wil, de manier waarop ze in het leven staan. Ik wilde dat graag te weten komen." 
De SpeelfilmEncyclopedie noemt de film "nuchter en roerend" en een "onopgesmukte film vol levenslust". De film wordt in het buitenland wel aangeduid als Starting Afresh of The Beginning.

## Cast en crew
- Regie: Orlow Seunke
- Producent: Tijs Tinbergen
- Scenario: Dennis Seunke
- Camera: Theo van de Sande
- Montage: Ton de Graaff
- Geluid: Menno Euwe
- Muziek: Maarten Koopman
- Land van herkomst: Nederland
- Jaar: 1981
- Taal: Nederlands
- Productiemaatschappij: Twisk
- Distributeur: Rijksvoorlichtingsdienst
- Première: 27 januari 1981
- Speelduur: 62 minuten
- Rolverdeling: Corrie Boon, Jan Daalder